# 小海町
小海町（こうみまち）は、長野県の東部南佐久郡に位置する町である。北八ヶ岳と奥秩父山塊の間に東西に広がる。

## 地理
- 山：天狗岳、稲子岳、にゅう、茂来山
- 河川：千曲川
- 湖沼：松原湖、白駒の池、みどり池

### 隣接している自治体
- 茅野市
- 南佐久郡：南牧村、南相木村、北相木村、佐久穂町

## 人口
| |                                        |  |
| 小海町と全国の年齢別人口分布（2005年） | 小海町の年齢・男女別人口分布（2005年） |  |
| ■紫色 ― 小海町 ■緑色 ― 日本全国 | ■青色 ― 男性 ■赤色 ― 女性              |  |
| 小海町（に相当する地域）の人口の推移 \| 1970年（昭和45年） \| 7,636人 \| \| \| 1975年（昭和50年） \| 7,279人 \| \| \| 1980年（昭和55年） \| 7,004人 \| \| \| 1985年（昭和60年） \| 6,831人 \| \| \| 1990年（平成2年） \| 6,630人 \| \| \| 1995年（平成7年） \| 6,434人 \| \| \| 2000年（平成12年） \| 5,961人 \| \| \| 2005年（平成17年） \| 5,663人 \| \| \| 2010年（平成22年） \| 5,180人 \| \| \| 2015年（平成27年） \| 4,713人 \| \| \| 2020年（令和2年） \| 4,353人 \| \| |                                        |  |
| 総務省統計局 国勢調査より |                                        |  |
| 1970年（昭和45年） | 7,636人                                |  |
| 1975年（昭和50年） | 7,279人                                |  |
| 1980年（昭和55年） | 7,004人                                |  |
| 1985年（昭和60年） | 6,831人                                |  |
| 1990年（平成2年） | 6,630人                                |  |
| 1995年（平成7年） | 6,434人                                |  |
| 2000年（平成12年） | 5,961人                                |  |
| 2005年（平成17年） | 5,663人                                |  |
| 2010年（平成22年） | 5,180人                                |  |
| 2015年（平成27年） | 4,713人                                |  |
| 2020年（令和2年） | 4,353人                                |  |

## 歴史
- 1956年（昭和31年）9月30日 - 南佐久郡北牧村・小海村が合併して発足。
- 1957年（昭和32年）4月1日 - 八千穂村の一部（東馬流）を編入。
- 1958年（昭和33年）3月25日 - 千代里の一部を八千穂村に編入。
- 1986年（昭和61年）9月9日 - 町民憲章制定[2][注 1]。

## 行政

### 町長
黒澤弘（2018年3月26日 - ）
歴代町長
篠原義次
井出利男
鷹野文彦
黒澤榮太郎
土橋治郎
黒澤榮太郎（1998年2月4日 - 2006年2月3日）
篠原伸男（2006年2月4日 - 2月14日）
小池民夫（2006年3月26日 - 2010年3月25日）
新井寿一（2010年3月26日 - 2018年3月25日）

## 議会

### 町議会
議員定数：12人（任期：2021年5月1日～2025年4月30日）
議長：有坂辰六（2021年5月1日就任）
副議長：小池捨吉（2021年5月1日就任）
- 2005年11月1日に県の現地機関である県南佐久ふるさと応援ステーションが、小海町役場内に開設された。

### 長野県議会（南佐久郡選挙区）
- 定数：1人
- 任期：2019年（平成31年）4月30日 － 2023年（令和5年）4月29日
- 依田明善（無所属）

### 衆議院
- 選挙区：長野3区（上田市、小諸市、佐久市、千曲市、東御市、南佐久郡、北佐久郡、小県郡、埴科郡）
- 任期：2021年10月31日 - 2025年10月30日
- 投票日：2021年10月31日
- 当日有権者数：399,168人
- 投票率：59.32％

| 当落 | 候補者名 | 年齢 | 所属党派                            | 新旧別 | 得票数    | 重複 |
| ---- | -------- | ---- | ----------------------------------- | ------ | --------- | ---- |
| 当   | 井出庸生 | 43   | 自由民主党                          | 前     | 120,023票 | ○    |
| 比当 | 神津健   | 44   | 立憲民主党                          | 新     | 109,179票 | ○    |
|      | 池高生   | 53   | NHKと裁判してる党弁護士法72条違反で | 新     | 3,722票   | ○    |

## 警察
- 長野県佐久警察署小海町交番

## 消防
- 佐久広域連合消防本部南部消防署

## 教育
- 小海町立小海小学校
- 小海町北相木村南相木村中学校組合立小海中学校
- 長野県小海高等学校

### 社会教育
- 北牧楽集館
- 小海町図書館

## 福祉
- 小海町立小海保育所

以前は3つの町立保育所があったが、2002年までに統合された。その他の保育園・幼稚園はない。

## 交通

### 鉄道路線

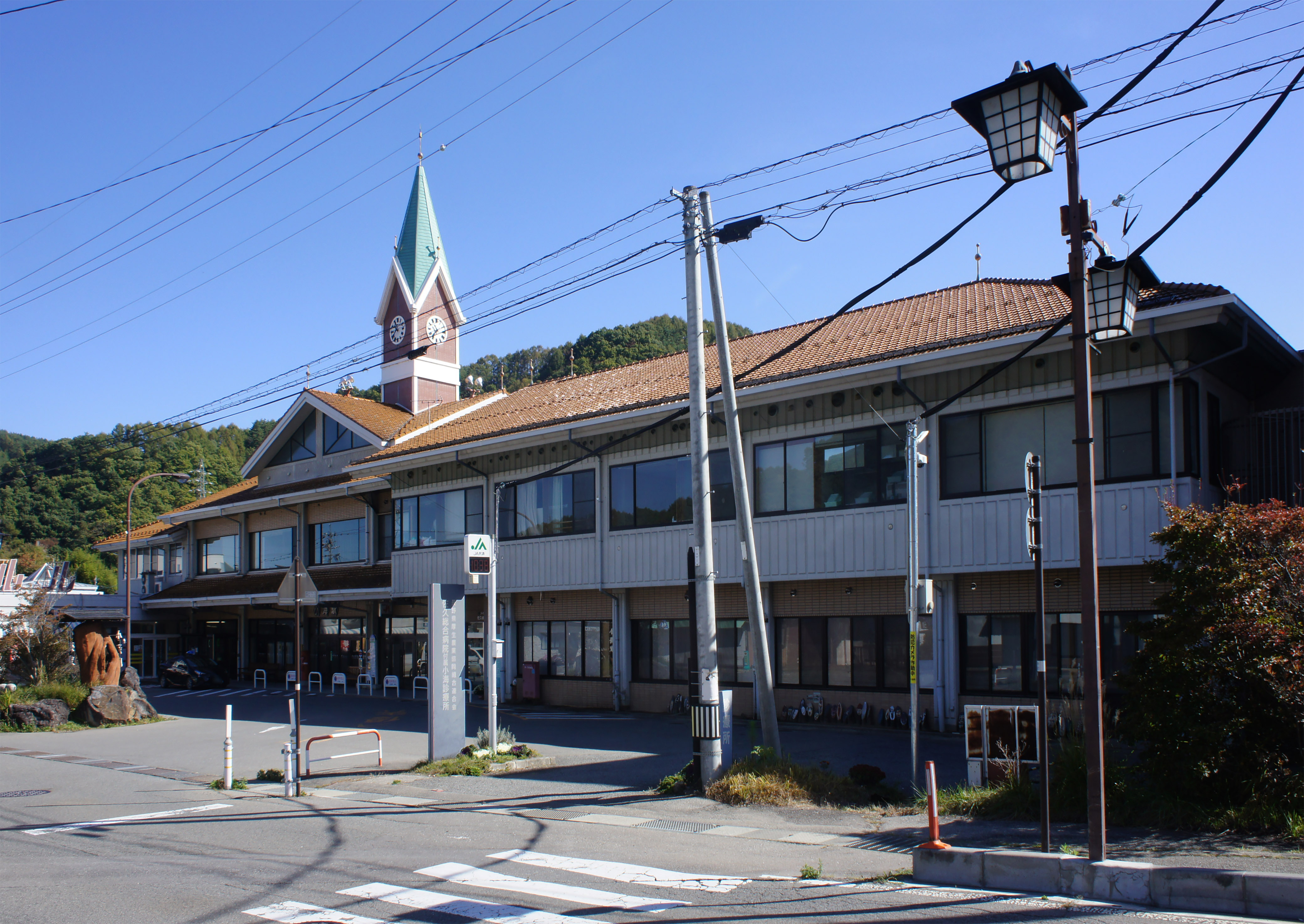
小海駅

- 東日本旅客鉄道（JR東日本）
  - 小海線
    - 松原湖駅 - 小海駅 - 馬流駅

### バス

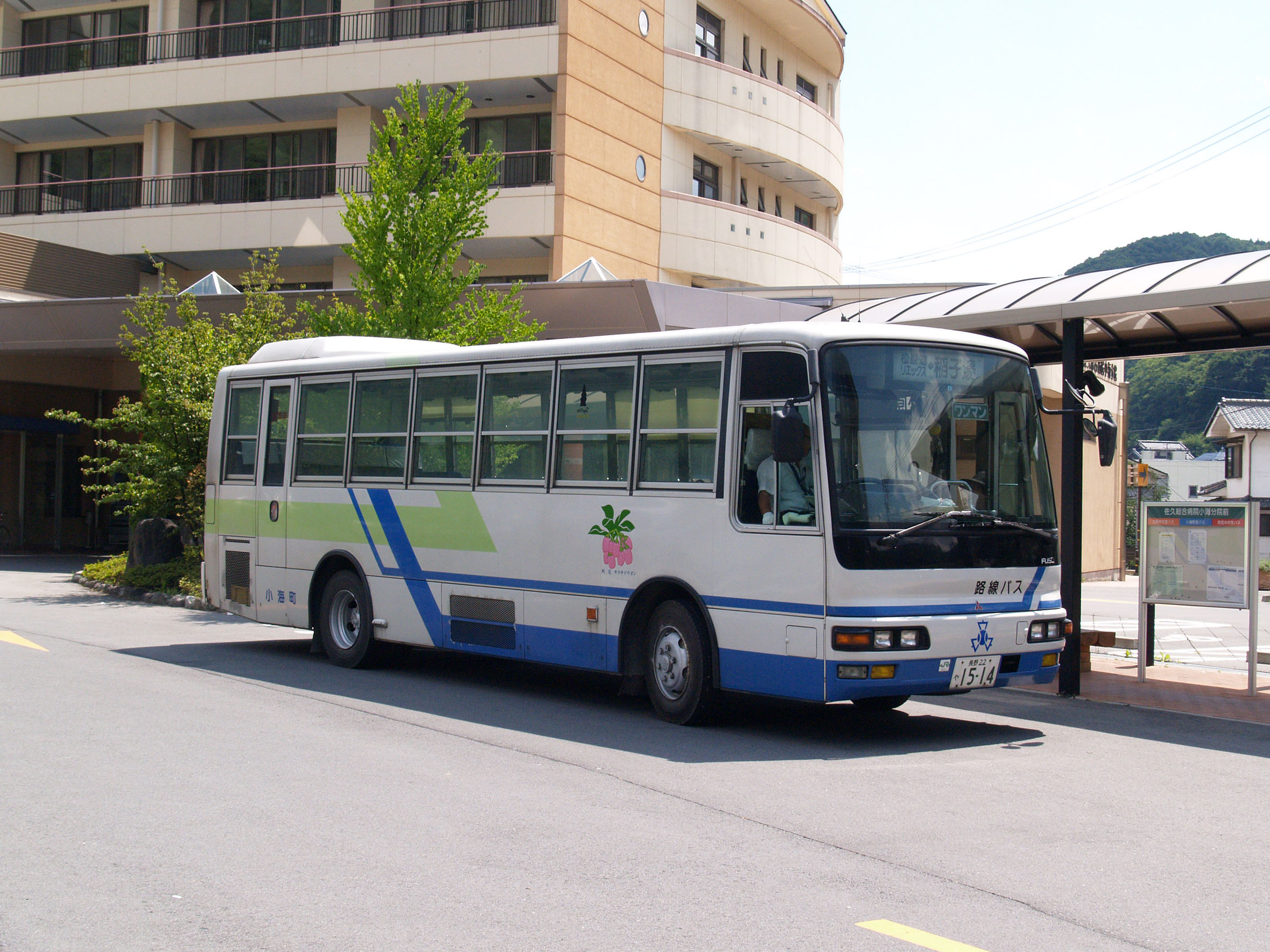
小海町営路線バス
三菱ふそう・エアロミディMK（観光型）

町内に民間事業者のバス路線（一般路線バス・高速バス）はない。そのため町が運行主体となり、コミュニティバス「小海町営路線バス」を運行し、町内各地と町中心部を結んでいる。運行形態は町が保有する自家用バスを使用した自家用有償旅客運送（旧80条バス）である。
また隣接する北相木村・南相木村両村の村営バスが、町中心部の小海駅から両村へ発着している。
- 小海町営路線バス[4]
  - 松原湖線、溝の原線、小海原・箕輪線、親沢線、本村線、本間線
- 北相木村営バス[5][6]
  - 佐久総合病院小海分院・小海駅 - 北相木村
- 南相木村営バス[5]
  - 佐久総合病院小海分院・小海駅 - 南相木村

### 道路
一般国道
- 国道141号
- 国道299号

県道
- 長野県道2号川上佐久線
- 長野県道480号松原湖高原線

## 名所・旧跡・観光スポット・祭事・催事

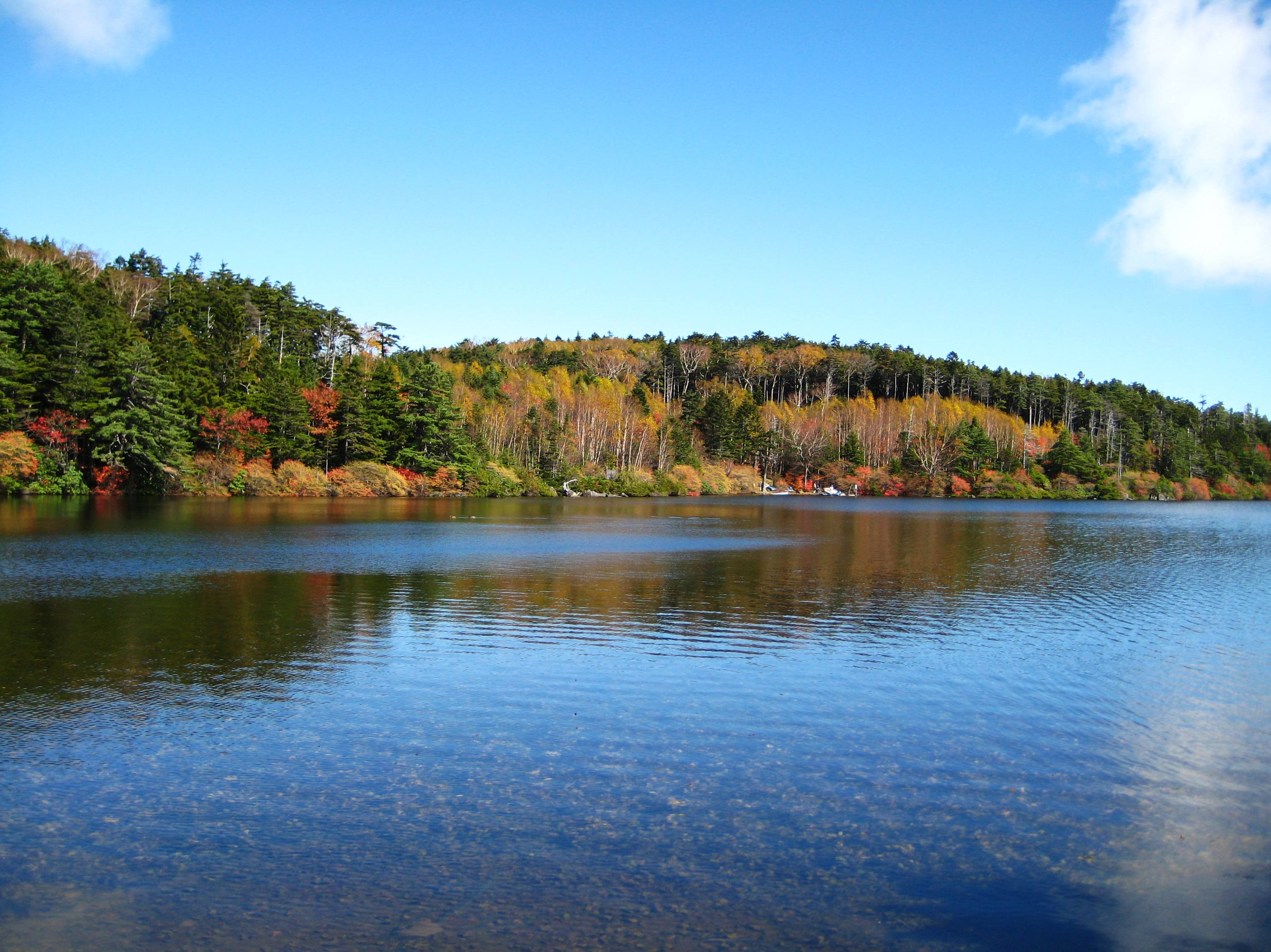
白駒の池

- 松原湖
- 白駒の池
- みどり池
- 天狗岳
- 小海高原美術館
- ギャラリー創
- 松原湖温泉
- 小海リエックススキー場
- 松原湖高原スケートセンター
- 稲子湯温泉

## 主な出身者
- 新海誠 - アニメーション作家、映画監督
- 有賀秋子 - 1972年札幌オリンピックスピードスケート代表
- 井出かなめ - スピードスケート選手
- 篠原弘明 - フォスター電機創業者
- 内田湘大 - プロ野球選手(2022年広島カープドラフト2位指名)